# Europees kampioenschap voor amateurteams
Het Europees kampioenschap voor amateurteams is een jaarlijkse of tweejaarlijkse golfwedstrijd voor de topamateurs uit Europa. Hier is niet het individu het belangrijkst, maar is de teamprestatie doorslaggevend. Deze toernooien worden georganiseerd door de European Golf Association.

## Wedstrijdformule
Op dag 1 en 2 spelen alle zes teamleden van een land één ronde strokeplay, waarvan per dag de slechtste score afvalt. In totaal tellen dus 10 van de 12 ronden. De teamscores van deze twee dagen worden opgeteld en zo ontstaat een eerste ranglijst, waarbij de acht landen met de laagste score uiteindelijk uitmaken wie zich Europees kampioen mag noemen. Vanaf dag 3 is de wedstrijdvorm matchplay, waarbij de nummer 1 van de strokeplay-ronde tegen de nummer 8 speelt, 2 tegen 7 enz. De vier winnaars spelen op dag 4 om de plaatsen 1 t/m 4, terwijl de verliezers doorgaan voor de plaatsen 5 t/m 8. De finales vinden op dag 5 plaats. Zo is er uiteraard ook een poule voor de landen die na de eerste twee dagen op plek 9 t/m 16 zijn geëindigd enz.

## Heren
| Jaar | Winnaar   | Runner-up      | Score    | Nederland | Baan                | Baan           |
| ---- | --------- | -------------- | -------- | --------- | ------------------- | -------------- |
| 1959 | Zweden    | Frankrijk      | 4½ - 2½  | 14e       | Barcelona           | Spanje         |
| 1961 | Zweden    | Engeland       | onbekend | onbekend  | Brussel             | België         |
| 1963 | Engeland  | Zweden         | onbekend | onbekend  | Falsterbo           | Zweden         |
| 1965 | Ierland   | Schotland      | onbekend | onbekend  | Sandwich            | England        |
| 1967 | Ierland   | Frankrijk      | onbekend | onbekend  | Turijn              | Italië         |
| 1969 | Engeland  | West-Duitsland | 4½ - 2½  | 16e       | Hamburg             | West-Duitsland |
| 1971 | Engeland  | Schotland      | 5 - 2    | 12e       | Lausanne            | Zwitserland    |
| 1973 | Engeland  | Schotland      | 4 - 3    | 12e       | Penina              | Portugal       |
| 1975 | Schotland | Italië         | onbekend | onbekend  | Killarney           | Ierland        |
| 1977 | Schotland | Zweden         | onbekend | onbekend  | Kon. Haagsche       | Nederland      |
| 1979 | Engeland  | Wales          | 5½ - 1½  | 13e       | Esbjerg             | Denemarken     |
| 1981 | Engeland  | Schotland      | onbekend | onbekend  | St Andrews          | Schotland      |
| 1983 | Ierland   | Spanje         | 5 - 2    | 17e       | Chantilly GC        | Frankrijk      |
| 1985 | Schotland | Zweden         | 4½ - 2½  | 13e       | Halmstad Golfklubb  | Zweden         |
| 1987 | Ierland   | Engeland       | onbekend | onbekend  | Murhof GC           | Oostenrijk     |
| 1989 | Engeland  | Schotland      | onbekend | onbekend  | Royal Porthcawl GC  | Wales          |
| 1991 | Engeland  | Italië         | 5 - 2    | 3e        | La Puerta de Hierro | Spanje         |
| 1993 | Wales     | Engeland       | 4 - 3    | 15e       | Marianske Lazne GC  | Tsjechië       |
| 1995 | Schotland | Engeland       | 6 - 1    | 12e       | Royal Antwerpen GC  | België         |
| 1997 | Spanje    | Schotland      | 4½ - 2½  | 5e        | Portmarnock GC      | Ierland        |
| 1999 | Italië    | Duitsland      | 4 & 3    | 10e       | Monticello GC       | Italië         |
| 2001 | Schotland | Ierland        | 5 - 2    | 12e       | Ljunghusens GC      | Zweden         |
| 2003 | Spanje    | Engeland       | 5 - 2    | 5e        | Kon.Haagsche        | Nederland      |
| 2005 | Engeland  | Duitsland      | 6 - 1    | 10e       | Hillside GC         | Engeland       |
| 2007 | Ierland   | Frankrijk      | 4½ - 2½  | 10e       | Western Gailes GC   | Schotland      |
| 2008 | Ierland   | Engeland       | 4½ - 2½  | 9e        | Royal Park GC       | Italië         |
| 2009 | Schotland | Engeland       | 5 - 2    | 13e       | Cowny GC            | Wales          |
| 2010 | Engeland  | Zweden         | 4½ - 2½  | 11e       | Österåkers GC       | Zweden         |
| 2011 | Frankrijk | Zwitserland    | 4½ - 2½  | 14e       | Oceânico GC         | Portugal       |
| 2013 | Engeland  | Schotland      | 4½ - 2½  | 4e        | Silkeborg           | Denemarken     |
| 2014 | Spanje    | Ierland        | 5 - 2    | 12e       | Linna GC            | Finland        |
| 2015 | Schotland | Denemarken     | 4½ - 2½  | 11e       | Halmstad GC         | Zweden         |

## Dames
| Jaar | Winnaar   | Runner-up   | Uitslag  | Nederland | Baan                | Baan       |
| ---- | --------- | ----------- | -------- | --------- | ------------------- | ---------- |
| 1959 | Frankrijk | Italië      | onbekend | onbekend  | Keulen              | Duitsland  |
| 1961 | Frankrijk | Italië      | onbekend | onbekend  | Villa d'Este        | Italië     |
| 1963 | België    | Frankrijk   | onbekend | onbekend  | Rungsted            | Denemarken |
| 1965 | Engeland  | Schotland   | onbekend | onbekend  | Kon. Haagsche GCC   | Nederland  |
| 1967 | Engeland  | Frankrijk   | onbekend | onbekend  | Penina              | Portugal   |
| 1969 | Frankrijk | Schotland   | onbekend | onbekend  | Tylosand            | Zweden     |
| 1971 | Engeland  | Frankrijk   | onbekend | onbekend  | Ganton              | Engeland   |
| 1973 | Engeland  | Frankrijk   | onbekend | onbekend  | Ravenstein GC       | België     |
| 1975 | Frankrijk | Spanje      | onbekend | onbekend  | St. Cloud           | Frankrijk  |
| 1977 | Engeland  | Spanje      | onbekend | 13e       | Sotogrande          | Spanje     |
| 1979 | Ierland   | Duitsland   | onbekend | onbekend  | Hermitage           | Ierland    |
| 1981 | Zweden    | Frankrijk   | onbekend | onbekend  | Troia GC            | Portugal   |
| 1983 | Ierland   | Engeland    | onbekend | onbekend  | Royal Waterloo GC   | België     |
| 1985 | Engeland  | Italië      | onbekend | onbekend  | Stavanger           | Noorwegen  |
| 1987 | Zweden    | Wales       | onbekend | onbekend  | Turnberry GC        | Schotland  |
| 1989 | Frankrijk | Engeland    | onbekend | onbekend  | Golf Platja de Pals | Spanje     |
| 1991 | Engeland  | Zweden      | onbekend | onbekend  | Wentworth GC        | Engeland   |
| 1993 | Engeland  | Spanje      | 4½ - 2½  | 13e       | Kon. Haagsche GCC   | Nederland  |
| 1995 | Spanje    | Schotland   | 5 - 2    | 12e       | Milaan GC           | Italië     |
| 1997 | Zweden    | Schotland   | 4 - 3    | 13e       | Nordcenter GC       | Finland    |
| 1999 | Frankrijk | Engeland    | 4½ - 2½  | 4e        | St. Germain GC      | Frankrijk  |
| 2001 | Zweden    | Spanje      | 4 - 3    | 11e       | Golf de Meis        | Spanje     |
| 2003 | Spanje    | Zweden      | 4½ - 2½  | 11e       | Frankfurter GC      | Duitsland  |
| 2005 | Spanje    | Engeland    | 5 - 2    | 10e       | Karlstad GC         | Zweden     |
| 2007 | Spanje    | Zweden      | 5½ - 1½  | 13e       | Castelconturbia GC  | Italië     |
| 2008 | Zweden    | Nederland   | 5 - 2    | 2e        | Stenungsund         | Zweden     |
| 2009 | Duitsland | Engeland    | 4 - 3    | 6e        | Bled GC             | Slovenië   |
| 2010 | Zweden    | Spanje      | 4 - 3    | 8e        | La Manga Club       | Spanje     |
| 2011 | Zweden    | Spanje      | 5 - 2    | 12e       | GC Murhof           | Oostenrijk |
| 2013 | Spanje    | Oostenrijk  | 5 - 2    | 7e        | Fulford GC          | Engeland   |
| 2014 | Frankrijk | Finland     | 4½ - 2½  | 14e       | Ljubljana GC        | Slovenië   |
| 2015 | Frankrijk | Zwitserland | 4 - 3    | 11e       | Helsingør GC        | Denemarken |

## Jongens
| Jaar | Winnaar    | Runner-up   | Nederland | Baan     | Baan                  |             |
| ---- | ---------- | ----------- | --------- | -------- | --------------------- | ----------- |
| 1980 | Spanje     | Engeland    | onbekend  | onbekend | El Prat GC            | Spanje      |
| 1981 | Engeland   | Duitsland   | onbekend  | onbekend | Olgiata GC            | Italië      |
| 1982 | Italië     | Zweden      | onbekend  | onbekend | Frankfurt GC          | Duitsland   |
| 1983 | Zweden     | Wales       | onbekend  | onbekend | Helsinki GC           | Finland     |
| 1984 | Schotland  | Engeland    | onbekend  | onbekend | Royal St. Georges GC  | Engeland    |
| 1985 | Engeland   | Frankrijk   | 5 - 2     | 9e       | Troia GC              | Portugal    |
| 1986 | Engeland   | Zweden      | onbekend  | onbekend | Turin GC              | Italië      |
| 1987 | Schotland  | Denemarken  | onbekend  | onbekend | Chantilly             | Frankrijk   |
| 1988 | Frankrijk  | Schotland   | onbekend  | onbekend | Renfrew GC            | Schotland   |
| 1989 | Engeland   | Spanje      | onbekend  | onbekend | Lyckorna              | Zweden      |
| 1990 | Spanje     | Schotland   | 3 - 2     | 11e      | Reykjavik             | IJsland     |
| 1991 | Zweden     | Italië      | 4 - 3     | 11e      | Oslo                  | Noorwegen   |
| 1992 | Schotland  | Engeland    | 4½ - 2½   | 15e      | Conway GC             | Wales       |
| 1993 | Zweden     | Engeland    | 6 - 1     | 17e      | Ascona GC             | Zwitserland |
| 1994 | Engeland   | Zweden      | 4 - 3     | 12e      | Villamoura GC         | Portugal    |
| 1995 | Engeland   | Zweden      | 4 - 3     | 16e      | Woodhall Spa          | Engeland    |
| 1996 | Spanje     | Zweden      | 4½ - 2½   | 17e      | Gut Murstätten GC     | Oostenrijk  |
| 1997 | Spanje     | Engeland    | 4½ - 2½   | 9e       | Bled GC               | Slovenië    |
| 1998 | Ierland    | Schotland   | onbekend  | onbekend | Gullane GC            | Schotland   |
| 1999 | Engeland   | Italië      | 5½ - 1½   | 16e      | Uppsala GC            | Zweden      |
| 2000 | Schotland  | Ierland     | 3½ - 1½   | 14e      | Noord-Nederlandse GCC | Nederland   |
| 2001 | Zweden     | Zwitserland | 4½ - 2½   | 14e      | Amber Baltic GC       | Polen       |
| 2002 | Spanje     | Zweden      | 4 - 3     | 13e      | Reykjavik             | IJsland     |
| 2003 | Italië     | Oostenrijk  | 4½ - 2½   | 15e      | Astoria GC            | Tsjechië    |
| 2004 | Engeland   | Spanje      | 4 - 3     | 9e       | Kymen Golf Ry         | Finland     |
| 2005 | Nederland  | Noorwegen   | 2 - 0 *   | 1e       | Monticello GC         | Italië      |
| 2006 | Noorwegen  | Schotland   | 5 - 2     | 5e       | Bokskogens GC         | Zweden      |
| 2007 | Denemarken | Engeland    | 4½ - 2½   | 4e       | Rold Skov GC          | Denemarken  |
| 2008 | Zweden     | Noorwegen   | 4½ - 2½   | 11e      | Bled GC               | Slovenië    |
| 2009 | Denemarken | Duitsland   | 4 - 3     | 3e       | De Pan GC             | Nederland   |
| 2010 | België     | Noorwegen   | 4 - 3     | 7e       | Klassis GC            | Turkije     |
| 2011 | Spanje     | Oostenrijk  | 5 - 2     | 16e      | Prague City GC        | Tsjechië    |
| 2012 | Zweden     | Italië      | 5 - 2     | 12e      | Lidingö GC            | Zweden      |
| 2013 | Frankrijk  | Noorwegen   | 4 - 3     | 12e      | Murcar Links GC       | Schotland   |
| 2014 | Italië     | Zweden      | 5½ - 1½   | 15e      | Oslo GC               | Noorwegen   |
| 2015 | Duitsland  | Zweden      | 4 - 3     | 4e       | Pickala GC            | Finland     |

Wegens slechte weersomstandigheden werd de wedstrijd niet voltooid. Het Nederlandse team bestond uit:
- Tim Sluiter
- Floris de Vries
- Reinier Saxton
- Floris de Haas
- Tristan Bierenbroodspot
- Bernard Geelkerken

## Meisjes
| Jaar | Winnaar             | Runner-up   | Score    | Nederland | Baan                   | Baan        |
| ---- | ------------------- | ----------- | -------- | --------- | ---------------------- | ----------- |
| 1991 | Spanje              | Zweden      | onbekend | onbekend  | Hulta GC               | Zweden      |
| 1993 | Spanje              | Frankrijk   | 3 - 2    | 11e       | Malaga GC              | Spanje      |
| 1995 | Zweden              | Italië      | onbekend | onbekend  | Grand Ducal Golf Club  | Luxemburg   |
| 1997 | Spanje              | Duitsland   | 3 - 2    | 9e        | Frankfurter GC         | Duitsland   |
| 1999 | Duitsland           | Italië      | 4 - 1    | 4e        | Katinkulta GC          | Finland     |
| 2000 | Zweden              | Zwitserland | 3 - 2    | 9e        | Stockholm GC           | Zweden      |
| 2001 | Spanje              | Zweden      | 3½ - 1½  | 10e       | Oporto GC              | Portugal    |
| 2002 | Spanje              | Zweden      | 4 - 1    | 6e        | Torino GC              | Italië      |
| 2003 | Spanje              | Zweden      | 3 - 2    | 10e       | Esbjerg GC             | Denemarken  |
| 2004 | Zweden              | Frankrijk   | 3 - 2    | 15e       | Le Golf National       | Frankrijk   |
| 2005 | Verenigd Koninkrijk | Zweden      | 3 - 2    | 16e       | Lucerne GC             | Zwitserland |
| 2006 | Duitsland           | Spanje      | 3 - 2    | 8e        | Esbjerg GC             | Denemarken  |
| 2007 | Zweden              | Nederland   | 2 - 1    | 2e        | Oslo Golfklubb         | Noorwegen   |
| 2008 | Zweden              | Engeland    | 4½ - ½   | 3e        | Murcar Links Golf Club | Schotland   |
| 2009 | Ierland             | Zweden      | 4 - 1    | 9e        | Kokkola GC             | Finland     |
| 2010 | Frankrijk           | Ierland     | 3 - 2    | 16e       | Aalborg GC             | Denemarken  |
| 2011 | Frankrijk           | Engeland    | 4 - 3    | 10e       | Is Molas GC            | Italië      |
| 2012 | Zweden              | Spanje      | 4 - 3    | 8e        | St. Leon-Rot           | Duitsland   |
| 2013 | Zweden              | Frankrijk   | 4½ - 2½  | 9e        | Linköpings GC          | Zweden      |
| 2014 | Frankrijk           | Italië      | 5 - 2    | 7e        | Skalica Golf Resort    | Slowakije   |
| 2015 | Spanje              | Italië      | 4 - 3    | 6e        | Kaskáda GC             | Tsjechië    |